# Моржовый остров (острова Прибылова)
Уолрус, Моржовый остров (англ. Walrus Island) — необитаемый островок в 15 км к востоку от острова Святого Павла в группе островов Прибылова штата Аляска в Беринговом море рядом с западным побережьем штата.

## География
Площадь острова — 0,2036 км², он имеет 650 м в длину.

## История
Впервые остров был описан Михаилом Васильевым, который дал ему название «Моржовый». Вариант «Уолрус» является транскрипцией английского перевода русского названия.